# Тахтамай
Тахтамай — деревня в Чунском районе Иркутской области России. Входит в состав Балтуринского сельского поселения. Находится примерно в 33 км к северо-западу от районного центра.

## Население
По данным Всероссийской переписи, в 2010 году в деревне проживало 109 человек (52 мужчины и 57 женщин).